# League Cup 1971/72
Der League Cup 1971/72 war die 12. Austragung des Football League Cup (meist nur als League Cup bekannt).
Am Pokalwettbewerb, der am 18. August 1971 für die 92 englischen Spitzenvereine begann, nahmen zum zweiten Mal alle Mannschaften teil und wurde in den ersten fünf Runden im K.-o.-System über eine Partie und im Halbfinale über Hin- und Rückspiel entschieden. Das Finale, das am 4. März 1972 in nur einem Spiel im neutralen Wembley-Stadion ausgetragen wurde, entschied der Erstligist Stoke City mit 2:1 für sich. Unterlegener Finalist war der FC Chelsea.

## Wettbewerb

### Erste Runde
Zur ersten Runde traten die Vereine an, die in der Vorsaison 1970/71 die 56 schwächsten Platzierungen in der Gesamttabelle aller vier Profiligen belegt haben. Anders gesprochen hatten die besten 36 Mannschaften im englischen Profiligasystem in der ersten Runde ein Freilos.
| Datum           |                    | Ergebnis |                        |
| --------------- | ------------------ | -------- | ---------------------- |
| 18. August 1971 | FC Aldershot       | 1:1      | Southend United        |
| 18. August 1971 | Aston Villa        | 2:2      | AFC Wrexham            |
| 18. August 1971 | FC Barnsley        | 0:0      | Hartlepool United      |
| 18. August 1971 | AFC Barrow         | 0:2      | Preston North End      |
| 18. August 1971 | Blackburn Rovers   | 2:0      | AFC Workington         |
| 18. August 1971 | AFC Bournemouth    | 2:1      | FC Portsmouth          |
| 18. August 1971 | Bradford City      | 1:1      | Bolton Wanderers       |
| 18. August 1971 | Charlton Athletic  | 5:1      | Peterborough United    |
| 18. August 1971 | FC Chesterfield    | 0:0      | Mansfield Town         |
| 18. August 1971 | Colchester United  | 3:1      | FC Brentford           |
| 18. August 1971 | Crewe Alexandra    | 0:1      | FC Southport           |
| 18. August 1971 | FC Darlington      | 0:1      | York City              |
| 18. August 1971 | Exeter City        | 0:3      | Bristol Rovers         |
| 18. August 1971 | FC Fulham          | 4:0      | Cambridge United       |
| 18. August 1971 | FC Gillingham      | 4:0      | FC Reading             |
| 18. August 1971 | Grimsby Town       | 4:3      | Doncaster Rovers       |
| 18. August 1971 | Halifax Town       | 1:1      | AFC Rochdale           |
| 18. August 1971 | Leyton Orient      | 1:1      | Notts County           |
| 18. August 1971 | AFC Newport County | 1:2      | Torquay United         |
| 18. August 1971 | Oldham Athletic    | 1:0      | FC Bury                |
| 18. August 1971 | Plymouth Argyle    | 1:0      | Bristol City           |
| 18. August 1971 | Port Vale          | 0:2      | Shrewsbury Town        |
| 18. August 1971 | Rotherham United   | 0:2      | Sheffield Wednesday    |
| 18. August 1971 | Scunthorpe United  | 0:1      | Lincoln City           |
| 18. August 1971 | Stockport County   | 1:0      | FC Walsall             |
| 18. August 1971 | Swansea City       | 0:1      | Brighton & Hove Albion |
| 18. August 1971 | Tranmere Rovers    | 1:1      | Chester City           |
| 18. August 1971 | FC Watford         | 2:0      | Northampton Town       |

#### Wiederholungsspiele
| Datum           |                   | Ergebnis |                 |
| --------------- | ----------------- | -------- | --------------- |
| 23. August 1971 | Hartlepool United | 0:1      | FC Barnsley     |
| 23. August 1971 | Mansfield Town    | 0:5      | FC Chesterfield |
| 23. August 1971 | Southend United   | 1:2      | FC Aldershot    |
| 23. August 1971 | AFC Wrexham       | 1:1      | Aston Villa     |
| 24. August 1971 | AFC Rochdale      | 2:2      | Halifax Town    |
| 25. August 1971 | Bolton Wanderers  | 2:1      | Bradford City   |
| 25. August 1971 | Chester City      | 1:3      | Tranmere Rovers |
| 25. August 1971 | Notts County      | 3:1      | Leyton Orient   |
| 31. August 1971 | Aston Villa       | 4:3      | AFC Wrexham     |
| 31. August 1971 | Halifax Town      | 2:0      | AFC Rochdale    |

### Zweite Runde
Aus den beiden oberen Spielklassen gesellten sich nun die verbliebenen 36 Mannschaften hinzu.
| Datum             |                      | Ergebnis |                         |
| ----------------- | -------------------- | -------- | ----------------------- |
| 7. September 1971 | Ipswich Town         | 1:3      | Manchester United       |
| 8. September 1971 | FC Arsenal           | 1:0      | FC Barnsley             |
| 8. September 1971 | Blackburn Rovers     | 0:0      | Lincoln City            |
| 8. September 1971 | AFC Bournemouth      | 0:2      | FC Blackpool            |
| 8. September 1971 | Bristol Rovers       | 3:1      | AFC Sunderland          |
| 8. September 1971 | Carlisle United      | 5:0      | Sheffield Wednesday     |
| 8. September 1971 | Charlton Athletic    | 3:1      | Leicester City          |
| 8. September 1971 | FC Chelsea           | 2:0      | Plymouth Argyle         |
| 8. September 1971 | FC Chesterfield      | 2:3      | Aston Villa             |
| 8. September 1971 | Colchester United    | 4:1      | Swindon Town            |
| 8. September 1971 | Coventry City        | 0:1      | FC Burnley              |
| 8. September 1971 | Crystal Palace       | 2:0      | Luton Town              |
| 8. September 1971 | Derby County         | 0:0      | Leeds United            |
| 8. September 1971 | Grimsby Town         | 2:1      | Shrewsbury Town         |
| 8. September 1971 | Huddersfield Town    | 0:2      | Bolton Wanderers        |
| 8. September 1971 | FC Liverpool         | 3:0      | Hull City               |
| 8. September 1971 | Manchester City      | 4:3      | Wolverhampton Wanderers |
| 8. September 1971 | Newcastle United     | 2:1      | Halifax Town            |
| 8. September 1971 | Norwich City         | 2:0      | Brighton & Hove Albion  |
| 8. September 1971 | Nottingham Forest    | 5:1      | FC Aldershot            |
| 8. September 1971 | Notts County         | 1:2      | FC Gillingham           |
| 8. September 1971 | Oxford United        | 1:0      | FC Millwall             |
| 8. September 1971 | Queens Park Rangers  | 2:0      | Birmingham City         |
| 8. September 1971 | Sheffield United     | 3:0      | FC Fulham               |
| 8. September 1971 | FC Southampton       | 2:1      | FC Everton              |
| 8. September 1971 | FC Southport         | 1:2      | Stoke City              |
| 8. September 1971 | Stockport County     | 0:1      | FC Watford              |
| 8. September 1971 | Torquay United       | 2:1      | Oldham Athletic         |
| 8. September 1971 | Tranmere Rovers      | 0:1      | Preston North End       |
| 8. September 1971 | West Bromwich Albion | 0:1      | Tottenham Hotspur       |
| 8. September 1971 | West Ham United      | 1:1      | Cardiff City            |
| 8. September 1971 | York City            | 2:2      | FC Middlesbrough        |

#### Wiederholungsspiele
| Datum              |                  | Ergebnis |                  |
| ------------------ | ---------------- | -------- | ---------------- |
| 14. September 1971 | FC Middlesbrough | 1:2      | York City        |
| 15. September 1971 | Lincoln City     | 4:1      | Blackburn Rovers |
| 22. September 1971 | Cardiff City     | 1:2      | West Ham United  |
| 27. September 1971 | Leeds United     | 2:0      | Derby County     |

### Dritte Runde
| Datum           |                     | Ergebnis |                   |
| --------------- | ------------------- | -------- | ----------------- |
| 5. Oktober 1971 | FC Blackpool        | 4:0      | Colchester United |
| 5. Oktober 1971 | Bolton Wanderers    | 3:0      | Manchester City   |
| 5. Oktober 1971 | Bristol Rovers      | 2:1      | Charlton Athletic |
| 5. Oktober 1971 | Crystal Palace      | 2:2      | Aston Villa       |
| 5. Oktober 1971 | FC Gillingham       | 1:1      | Grimsby Town      |
| 5. Oktober 1971 | FC Liverpool        | 1:0      | Southampton       |
| 5. Oktober 1971 | Norwich City        | 4:1      | Carlisle United   |
| 5. Oktober 1971 | Oxford United       | 1:1      | Stoke City        |
| 5. Oktober 1971 | Queens Park Rangers | 4:2      | Lincoln City      |
| 5. Oktober 1971 | Sheffield United    | 3:2      | York City         |
| 5. Oktober 1971 | Torquay United      | 1:4      | Tottenham Hotspur |
| 5. Oktober 1971 | FC Watford          | 1:1      | Preston North End |
| 6. Oktober 1971 | FC Arsenal          | 4:0      | Newcastle United  |
| 6. Oktober 1971 | Manchester United   | 1:1      | FC Burnley        |
| 6. Oktober 1971 | Nottingham Forest   | 1:1      | FC Chelsea        |
| 6. Oktober 1971 | West Ham United     | 0:0      | Leeds United      |

#### Wiederholungsspiele
| Datum            |                   | Ergebnis |                   |
| ---------------- | ----------------- | -------- | ----------------- |
| 11. Oktober 1971 | FC Chelsea        | 2:1      | Nottingham Forest |
| 11. Oktober 1971 | Preston North End | 2:1      | FC Watford        |
| 12. Oktober 1971 | Grimsby Town      | 1:0      | FC Gillingham     |
| 13. Oktober 1971 | Aston Villa       | 2:0      | Crystal Palace    |
| 18. Oktober 1971 | FC Burnley        | 0:1      | Manchester United |
| 18. Oktober 1971 | Stoke City        | 2:0      | Oxford United     |
| 20. Oktober 1971 | Leeds United      | 0:1      | West Ham United   |

### Vierte Runde
| Datum            |                     | Ergebnis |                   |
| ---------------- | ------------------- | -------- | ----------------- |
| 26. Oktober 1971 | FC Arsenal          | 0:0      | Sheffield United  |
| 26. Oktober 1971 | FC Blackpool        | 4:1      | Aston Villa       |
| 26. Oktober 1971 | Grimsby Town        | 1:1      | Norwich City      |
| 26. Oktober 1971 | Queens Park Rangers | 1:1      | Bristol Rovers    |
| 26. Oktober 1971 | Tottenham Hotspur   | 1:1      | Preston North End |
| 26. Oktober 1971 | West Ham United     | 2:1      | FC Liverpool      |
| 27. Oktober 1971 | FC Chelsea          | 1:1      | Bolton Wanderers  |
| 27. Oktober 1971 | Manchester United   | 1:1      | Stoke City        |

#### Wiederholungsspiele
| Datum             |                   | Ergebnis |                     |
| ----------------- | ----------------- | -------- | ------------------- |
| 2. November 1971  | Bristol Rovers    | 1:0      | Queens Park Rangers |
| 3. November 1971  | Norwich City      | 3:1      | Grimsby Town        |
| 8. November 1971  | Bolton Wanderers  | 0:6      | FC Chelsea          |
| 8. November 1971  | Preston North End | 1:2      | Tottenham Hotspur   |
| 8. November 1971  | Sheffield United  | 2:0      | FC Arsenal          |
| 8. November 1971  | Stoke City        | 0:0      | Manchester United   |
| 15. November 1971 | Manchester United | 1:2      | Stoke City          |

### Viertelfinale
| Datum             |                   | Ergebnis |                  |
| ----------------- | ----------------- | -------- | ---------------- |
| 17. November 1971 | Bristol Rovers    | 2:4      | Stoke City       |
| 17. November 1971 | Norwich City      | 0:1      | FC Chelsea       |
| 17. November 1971 | Tottenham Hotspur | 2:0      | FC Blackpool     |
| 17. November 1971 | West Ham United   | 5:0      | Sheffield United |

### Halbfinale
Die Hinspiele wurden am 8. November 1971 und am 15. November 1971, die Rückspiele am 22. Dezember 1971 und 5. Januar 1972 ausgetragen.
|            | Gesamt |                   | Hinspiel | Rückspiel |
| ---------- | ------ | ----------------- | -------- | --------- |
| Stoke City | 2:2    | West Ham United   | 1:2      | 1:0 n. V. |
| FC Chelsea | 5:4    | Tottenham Hotspur | 3:2      | 2:2       |

#### Wiederholungsspiele
| Datum           |            | Ergebnis  |                 |
| --------------- | ---------- | --------- | --------------- |
| 5. Januar 1972  | Stoke City | 0:0 n. V. | West Ham United |
| 26. Januar 1972 | Stoke City | 2:1       | West Ham United |

### Finale
| Stoke City                                        | Stoke City | FC Chelsea | FC Chelsea |
| ------------------------------------------------- | --- | --- | ---------- |
| Stoke City                                        | \| Finale \| \| Samstag, 4. März 1972 in London (Wembley-Stadion) \| \| Ergebnis: 2:1 (1:1) \| \| Zuschauer: 97.852 \| \| Schiedsrichter: Norman Burtenshaw \| \| Spielbericht \|                    | \| Finale \| \| Samstag, 4. März 1972 in London (Wembley-Stadion) \| \| Ergebnis: 2:1 (1:1) \| \| Zuschauer: 97.852 \| \| Schiedsrichter: Norman Burtenshaw \| \| Spielbericht \|                   | FC Chelsea |
| Stoke City                                        | Gordon Banks, Jackie Marsh, Mike Pejic, Mike Bernard, Denis Smith, Alan Bloor, Terry Conroy, Jimmy Greenhoff (John Mahoney), John Ritchie, Peter Dobing, George Eastham Cheftrainer: Tony Waddington | Peter Bonetti, Paddy Mulligan (Tommy Baldwin), Ron Harris, John Hollins, John Dempsey, David Webb, Charlie Cooke, Chris Garland, Peter Osgood, Alan Hudson, Peter Houseman Cheftrainer: Dave Sexton | FC Chelsea |
| Stoke City                                        | Terry Conroy (5.) George Eastham (73.) | Peter Osgood (45.) | FC Chelsea |
| Finale                                            | | |            |
| Samstag, 4. März 1972 in London (Wembley-Stadion) | | |            |
| Ergebnis: 2:1 (1:1)                               | | |            |
| Zuschauer: 97.852                                 | | |            |
| Schiedsrichter: Norman Burtenshaw                 | | |            |
| Spielbericht                                      | | |            |